# Xenocratena suecica
Famille
Genre
Genre
Synonymes
- Cuthona suecica (Odhner, 1940)[1]

Xenocratena suecica, unique représentant du genre Xenocratena et de la famille des Xenocratenidae, est une espèce de mollusques gastéropodes marins nudibranches.

## Systématique
La famille des Xenocratenidae a été créée en 2020 par Alexander Martynov (d), Kennet Lundin (d), Bernard E. Picton (d), Karin Fletcher (d), Klas Malmberg (d) et Tatiana Korshunova (d).
Le genre Xenocratena et l'espèce Xenocratena suecica ont été décrits en 1940 par le malacologiste suédois Nils Hjalmar Odhner (1884–1973).

## Galerie

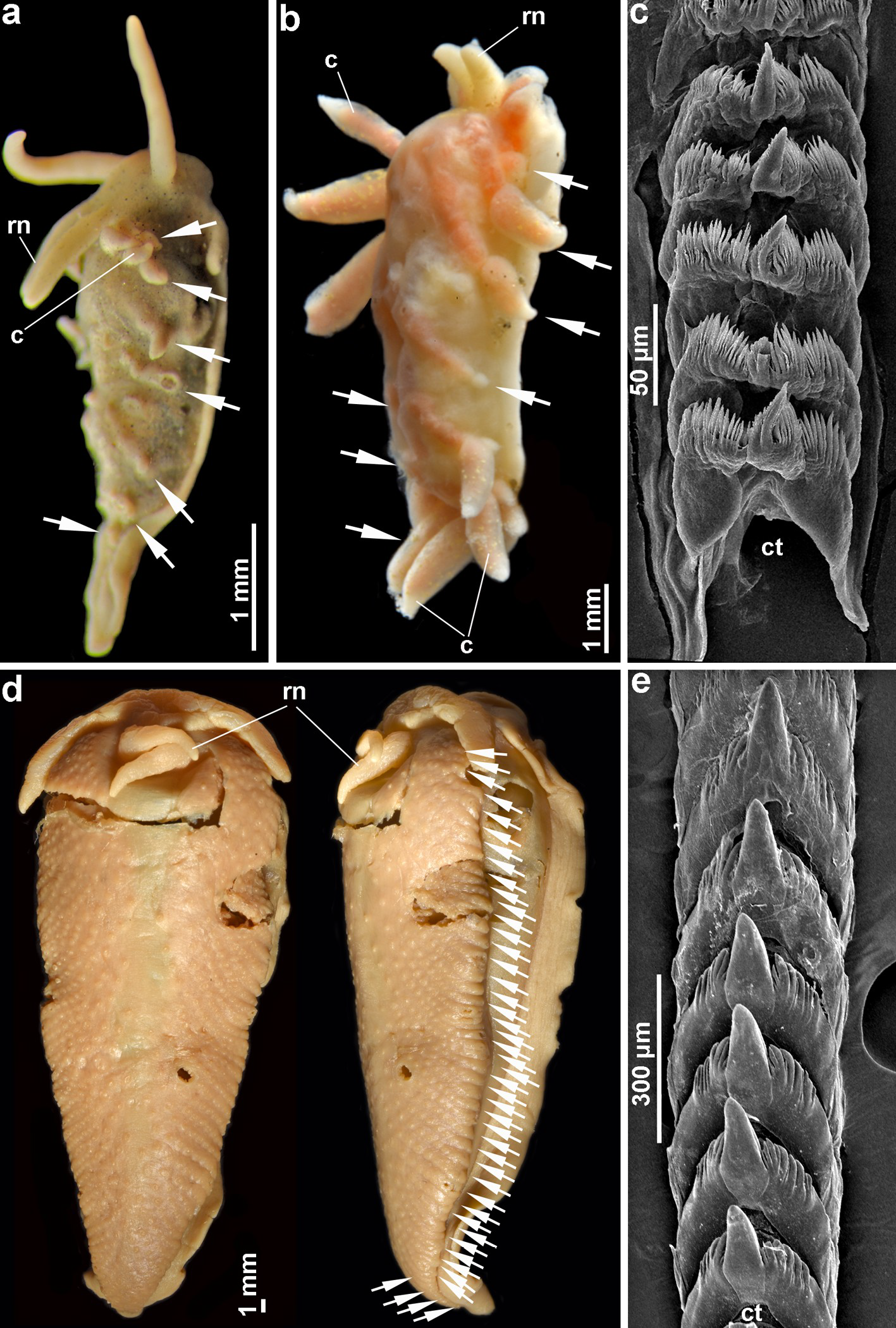
Détails (A, B & C).

## Publication originale
- Familles des Xenocratenidae
  - (en) Alexander Vladimirovitch Martynov, Kennet Lundin, Bernard E. Picton, Karin Fletcher, Klas Malmberg et Tatiana Korshunova, « Multiple paedomorphic lineages of soft-substrate burrowing invertebrates: parallels in the origin of Xenocratena and Xenoturbella », PLOS One, PLoS, vol. 15, no 1,‎ 15 janvier 2020, e0227173 (ISSN 1932-6203, OCLC 228234657, PMID 31940379, PMCID 6961895, DOI 10.1371/JOURNAL.PONE.0227173, lire en ligne).
- Genre Xenocratena et espèce Xenocratena suecica :
  - (de) Nils Hjalmar Odhner, « Eine neue Nacktschnecke, Xenocratena suecica n. gen. n. sp., und ihre Verwandtschaft », Arkiv för zoologi, Suède, vol. 32, no 2,‎ 1940, p. 1-8 (ISSN 0004-2110).